# Agaricaceae
Agaricaceae es una familia de hongos basidiomicetos, que incluye el conocido género Agaricus, así como otros hongos anteriormente clasificados en las familias Tulostomataceae, Lepiotaceae y Coprinaceae. La familia contiene 85 géneros y 1.340 especies.

## Géneros
- Agaricus
- Allopsalliota
- Amylolepiota
- Araneosa
- Attamyces
- Barcheria
- Battarrea
- Battarreoides
- Bovista
- Calvatia
- Chamaemyces
- Chlamydopus
- Chlorolepiota
- Chlorophyllum
- Clarkeinda
- Clavogaster
- Coccobotrys
- Constricta
- Coprinus
- Crucispora
- Cystoagaricus
- Cystoderma
- Cystolepiota
- Disciseda
- Endolepiotula
- Endoptychum
- Gasterellopsis
- Gymnogaster
- Gyrophragmium
- Heinemannomyces
- Hiatulopsis
- Holocotylon
- Hymenagaricus
- Hypogaea
- Janauaria
- Lepiota
- Leucoagaricus
- Leucocoprinus
- Lepiotophyllum
- Longula
- Lycoperdon
- Macrolepiota
- Melanophyllum
- Metraria
- Metrodia
- Micropsalliota
- Montagnea
- Neosecotium
- Notholepiota
- Panaeolopsis
- Parasola
- Phaeopholiota
- Phlebonema
- Phyllogaster
- Podaxis
- Pseudoauricularia
- Queletia
- Rugosospora
- Schinzinia
- Schizostoma
- Schulzeria
- Secotium
- Singerina
- Smithiogaster
- Smithiomyces
- Termiticola
- Tulostoma
- Verrucospora
- Volvigerum
- Volvolepiota
- Xanthagaricus